# Vidius perigenes
Vidius perigenes es una especie de mariposa de la familia Hesperiidae que fue descrita originalmente con el nombre de Mastor perigenes, por F.D. Godman, en 1900, a partir de ejemplares procedentes de Mexico (Gue).

## Distribución
Vidius perigenes tiene una distribución restringida a la región Neotropical y ha sido reportada en México.

Plantas hospederas
No se conocen las plantas hospederas de V. perigenes.